# دميترو يارشوك
دميترو يارشوك (بالأوكرانية: Ярчук Дмитро Вадимович)‏ (23 مارس 1994 بميكولايف في أوكرانيا - ) هو لاعب كرة قدم أوكراني في مركز الوسط. لعب مع نادي تافريا سيمفروبول و1461 طرابزون.

## روابط خارجية
- دميترو يارشوك على موقع اتحاد تركيا (لاعب) (الإنجليزية)
- دميترو يارشوك على موقع اتحاد أوكرانيا (الإنجليزية)
- دميترو يارشوك على موقع قاعدة بيانات كرة القدم.إي يو (الإنجليزية)
- دميترو يارشوك على موقع Soccerway.com (الإنجليزية)
- دميترو يارشوك على موقع عالم كرة القدم.نت (الإنجليزية)
- دميترو يارشوك على موقع AS.com (الإسبانية)